# Progress M-20
Progress M-20 (ryska: Прогресс М-20) var en rysk obemannad rymdfarkost som levererade förnödenheter, syre, vatten och bränsle till rymdstationen Mir. Den sköts upp med en Sojuz-U-raket, från Kosmodromen i Bajkonur den 11 oktober 1993 och dockade med Mir den 13 oktober. Farkosten lämnade rymdstationen den 21 november 1993 och brann upp i jordens atmosfär några timmar senare.

## Återinträdeskapsel
Med på Progress M-20 fanns även en återinträdeskapsel, kallad Raduga. Kapseln separerade från Progress M-20 några minuter efter att den påbörjat återinträdet i jordens atmosfär, kapseln landade i Ryssland den 21 november 09:06 UTC.

### Fotnoter
1. ↑  ”NASA Space Science Data Coordinated Archive” (på engelska). NASA. https://nssdc.gsfc.nasa.gov/nmc/spacecraft/display.action?id=1993-064A. Läst 1 mars 2020.
2. ↑  Manned Astronautics - Figures & Facts Arkiverad 9 oktober 2007 hämtat från the Wayback Machine., läst 15 juli 2016.